# Strážiště (Mladotice)
Strážiště je vesnice, část obce Mladotice v severní části okresu Plzeň-sever v Plzeňském kraji. Leží šest kilometrů východně od Manětína. Katastrální území Strážiště u Mladotic měří 332,09 hektaru.

## Historie
Strážiště leží na staré zemské cestě. Ves patřila vladykům z Potvorova, první písemná zmínka je k roku 1193, kdy byla Dětlebem z Potvorova darována plaskému klášteru. Již k roku 1250 je ve Strážišti uváděn kostel svatého Martina. Za opata Jakuba II. byla roku 1346 ves vysazena právem zákupním se šesti osedlými.
Za husitských válek byl pobořen kostel a během první poloviny 15. století zastavil plaský klášter ves drobné šlechtě. V letech 1521–29 opravují plaští řeholníci kostel. K roku 1558 jsou ve Strážišti uváděny 4 usedlosti (Soukup, Kusík, Matouš, Bulín).
Ve finanční nouzi prodává klášter roku 1577 Strážiště Mikuláši Kozelkovi ze Hřivic, jehož syn Petr prodává ves se sousední Černou Hatí Havlovi Hrobčickému na Kolešovicích za 4 440 kop grošů míšeňských. Syn Hrobčického připojil ves k Všesulovu. Po porážce stavovského povstání se opat Jiří Vašmucius domáhal vrácení dřívějších klášterních statků. Přestože Ladislav Rudolf Hrobčický nebyl v době povstání plnoletý, nařídil Ferdinand II. vrácení statků klášteru. K tomu však pro probíhající třicetiletou válku nikdy nedošlo. Za války byly ve vsi spáleny dva statky a po vypálení fary se kostel stal filiálním k Manětínu, později ke Křečovu.
Strážiště zůstalo Hrobčickým až do roku 1667, kdy manželka Ladislava R. Hrobčického odkázala ves svému strýci Václavu Karlovi z Hozlau. Ten zadlužené statky (Strážiště, Černou Hať, Brdo) roku 1672 prodal Karlovi Maxmilianovi Lažanskému za 10 000 zlatých, který je připojil k manětínskému panství.
Roku 1787 byla ve vsi zřízena lokálie a v roce 1856 byla povýšena na samostatnou faru.

## Přírodní poměry
Strážiště sousedí na severu s Velkou Černou Hatí, na východě s Mladoticemi a na severozápadě s (Malou) Černou Hatí. Ves leží na jihovýchodním okraji přírodního parku Horní Střela.

## Obyvatelstvo
Při sčítání lidu v roce 1921 zde žilo 68 obyvatel (z toho 33 mužů) československé národnosti, z nichž bylo 66 katolíků, jeden evangelík a jeden člověk bez vyznání. Podle sčítání lidu z roku 1930 měla vesnice 78 obyvatel: 76 Čechoslováků a dva Němce. Kromě jednoho evangelíka a jednoho člena církve československé se hlásili k římskokatolické církvi.
| Rok            | 1869 | 1880 | 1890 | 1900 | 1910 | 1921 | 1930 | 1950 | 1961 | 1970 | 1980 | 1991 | 2001 | 2011 | 2021 |
| -------------- | ---- | ---- | ---- | ---- | ---- | ---- | ---- | ---- | ---- | ---- | ---- | ---- | ---- | ---- | ---- |
| Počet obyvatel | 88   | 70   | 60   | 65   | 65   | 68   | 78   | 42   | 47   | 39   | 35   | 18   | 20   | 33   | 27   |
| Počet domů     | 9    | 9    | 8    | 10   | 10   | 11   | 13   | 24   | 24   | 11   | 12   | 14   | 14   | 14   | 13   |

## Obecní správa
Při sčítání lidu v letech 1869–1950 Strážiště byla samostatnou obcí, se kterým patřila nejprve do okresu Kralovice, ale v roce 1950 v okrese Plasy. Od roku 1960 je částí obce Mladotice v okrese Plzeň-sever. V letech 1869–1890 k obci patřily Chrášťovice a v letech 1869–1950 také Černá Hať.

## Pamětihodnosti
- Kostel svatého Martina